# Электродный переулок

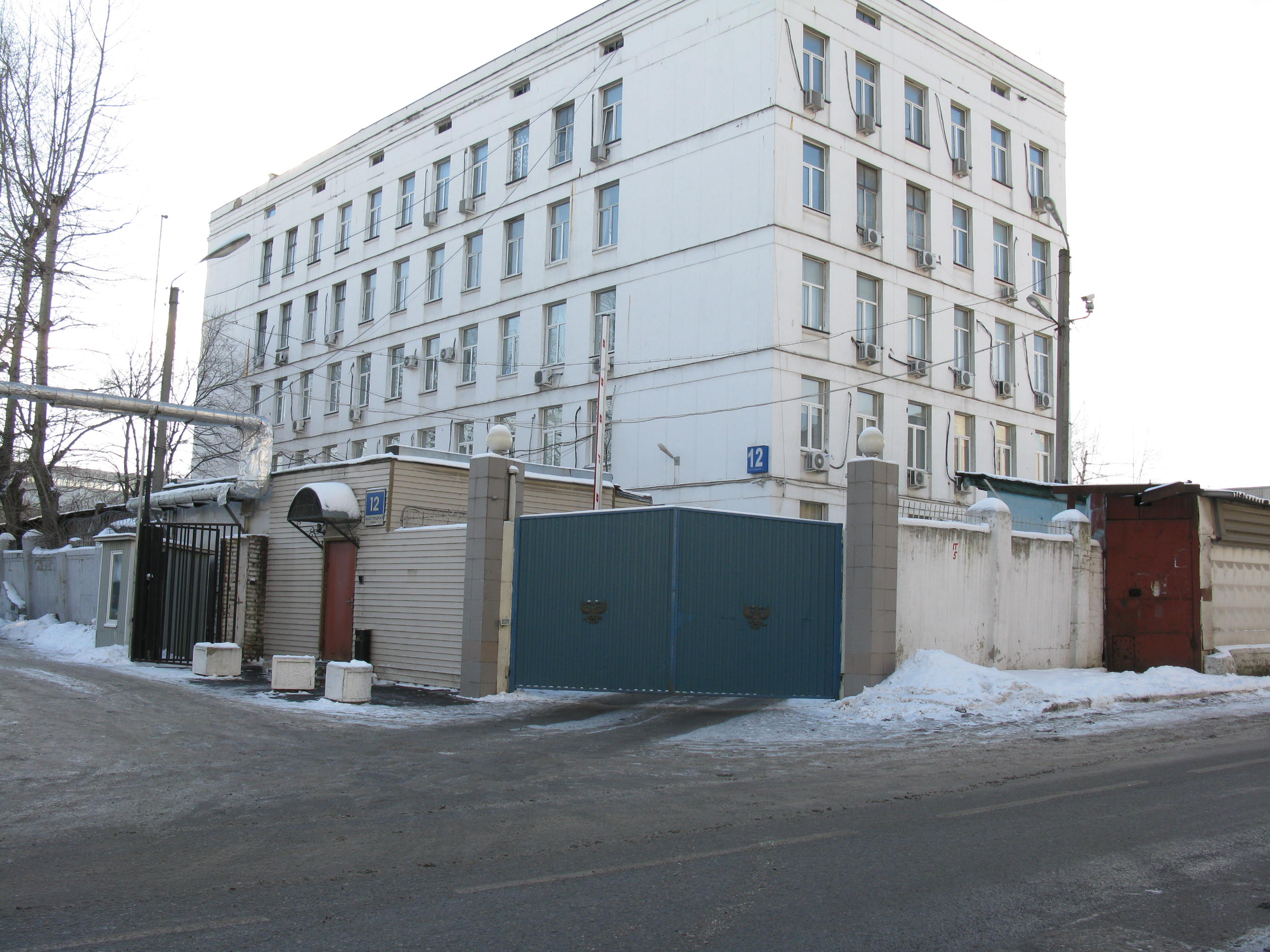
Здание НПО «Компас» в Электродном переулке

Электро́дный переу́лок — переулок, расположенный в Восточном административном округе города Москвы на территории района Перово.

## История
Переулок получил своё название 30 августа 1950 года по близости к Электродной улице. Ранее именовался 5-м Владимирским переулком.

## Расположение
Электродный переулок проходит от Электродной улицы на юго-запад. Нумерация домов начинается от Электродной улицы.

## Примечательные здания и сооружения
По нечётной стороне:
По чётной стороне:

## Транспорт

### Наземный транспорт
По Электродному переулку не проходят маршруты наземного общественного транспорта. У северо-западного конца переулка, на Электродной улице, расположена остановка «Железнодорожный переезд» автобусов № 36, 83, 214, 659.

### Метро
- Станция метро «Шоссе Энтузиастов» Калининско-Солнцевской линии — севернее переулка, на шоссе Энтузиастов, у начала Электродной улицы

### Железнодорожный транспорт
- Станция МЦК «Шоссе Энтузиастов» — севернее переулка, на шоссе Энтузиастов